# The Phantom Buccaneer
The Phantom Buccaneer er en amerikansk stumfilm fra 1916 af J. Charles Haydon.

## Medvirkende
- Richard Travers som Stuart Northcote / Jack Burton.
- Gertrude Glover som Mercia Solano.
- Thurlow Brewer som Billy Logan.
- Robert P. Thompson som Maurice Furnival.
- James C. Carroll som Lord Sangatte.